# Cophecheilus bamen
Cophecheilus bamen är en fiskart som beskrevs av Zhu, Zhang, Zhang och Han 2011. Cophecheilus bamen ingår i släktet Cophecheilus och familjen karpfiskar. Inga underarter finns listade i Catalogue of Life.